# Frank Rohde
Frank Rohde (ur. 2 marca 1960 w Rostocku) – niemiecki piłkarz występujący na pozycji obrońcy. Reprezentant NRD.

## Kariera klubowa
Rohde treningi rozpoczął w wieku 6 lat w klubie SG Dynamo Rostock-Mitte. W 1969 roku, mając 9 lat trafił do juniorskiej ekipy Dynama Berlin. W 1979 roku został włączony do jego pierwszej drużyny. Od 1980 roku do 1988 roku rokrocznie zdobywał z klubem mistrzostwo NRD (łącznie 9 tytułów). W 1989 roku wywalczył z klubem wicemistrzostwo NRD. W 1982, 1984 oraz 1985 występował z zespołem w finale Pucharu NRD, jednak Dynamo przegrywało tam swoje spotkania. W 1988 oraz 1989 Rohde zwyciężył z klubem w rozgrywkach Pucharu NRD.
W 1990 roku podpisał kontrakt z Hamburgerem SV. W Bundeslidze zadebiutował 11 sierpnia 1990 w przegranym 1:3 meczu z 1. FC Kaiserslautern. 19 października 1990 w zremisowanym 1:1 meczu z Bayerem 04 Leverkusen strzelił pierwszego gola w Bundeslidze. W ciągu trzech sezonów w HSV rozegrał 103 ligowe spotkania i zdobył 7 bramek.
W 1993 roku odszedł do drugoligowej Herthy. Pierwszy ligowy mecz zaliczył tam 28 lipca 1993 przeciwko FC Carl Zeiss Jena (1:1). W tamtym pojedynku zdobył także bramkę. W 1995 roku Rohde zakończył karierę.

## Kariera reprezentacyjna
W reprezentacji NRD Rohde zadebiutował 12 września 1984 w wygranym 1:0 towarzyskim meczu z Grecją. 10 października 1984 w wygranym 5:2 towarzyskim spotkaniu z Algierią strzelił pierwszego gola w drużynie narodowej. Po raz ostatni w kadrze zagrał 20 maja 1989 w zremisowanym 1:1 meczu eliminacji Mistrzostw Świata 1990 z Austrią. W latach 1984–1989 w drużynie narodowej rozegrał w sumie 42 spotkania i zdobył jedną bramkę.